# Nobilíssim
Nobilíssim, en llatí Nobilissimus, en grec medieval νωβελίσσιμος, nōbelissimos, era un dels més alts títols imperials del Baix Imperi romà i de l'Imperi Romà d'Orient. La seva forma femenina és nobilíssima.

## Història i funcions
La paraula es va originar com un epítet del títol de cèsar, que portava l'hereu de l'emperador romà o romà d'Orient. A partir de Publi Septimi Geta (l'any 198), per a dirigir-se al cèsar s'havia d'utilitzar la fórmula nobilissimus Caesar. Segons Zòsim, va ser Constantí I el Gran (306-337) qui va crear, com una dignitat separada, la de nobilissimus per a honorar a alguns dels seus parents, sense que això signifiqués cap tipus de reclamació sobre el tron imperial. A partir d'aquell moment el títol s'atorgava als membres de la família imperial,que ocupaven un rang immediatament inferior al de Cèsar, i així va seguir durant l'Imperi Romà d'Orient fins a mitjans del segle xi. Al Cletorològion de Filoteu, escrit l'any 899, la insígnia distintiva del càrrec era una túnica púrpura, un mantell i un cinturó, que indicava l'excelsa posició de qui la portava. La donava l'emperador en una cerimònia especial.
Des de finals del segle xi, el títol es va donar a alts comandants de l'exèrcit, i l'emperador Aleix I Comnè va ser el primer que en va nomenar. L'abús d'aquestes concessions per la Dinastia dels Comnens en va originar la seva devaluació, i es van crear nous títols encara més pretensiosos durant el segle xii: protonobelissimos (πρωτονωβελίσσιμος) i protonobelissimohipertatos (πρωτονωβελισσιμοϋπέρτατος).

## Alguns nobilíssims
- Hannibalià
- Valentinià III
- Justinià I
- Martí (fill d'Heracli)
- Bagrat IV de Geòrgia
- Jordi II de Geòrgia
- Aleix I Comnè
- Robert Guiscard